# Майдан (приток Убеди)
Майдан или Волынка (укр. Майдан, Волинка) — правый приток реки Убедь, протекающий по Сосницкому району (Черниговская область).

## География
Длина — 20, 35 км. Площадь водосборного бассейна — 110 км². 
Река берет начало в селе Полесье (Сосницкий район). Река течёт преимущественно на юг. Впадает в реку Убедь (на 10-м км от её устья) западнее села Масалаевка (Сосницкий район).
Русло средне-извилистое, у истоков пересыхает. В нижнем течении (восточнее села Лавы) создана сеть каналов. Долина с берегами обрывистыми высотой 2 м, заболоченными участками.

## Притоки
нет крупных.

## Населённые пункты
Населённые пункты на реке (от истока к устью):
1. Полесье
2. Матвеевка
3. Волынка
4. Лавы